# 21634 Хуанвейкан
21634 Хуанвейкан (21634 Huangweikang) — астероїд головного поясу, відкритий 14 липня 1999 року.
Тіссеранів параметр щодо Юпітера — 3,558.